# Оравська Магура
Ора́вська М́аґура (словац. Oravska Magura) — гірський масив в північній Словаччині, частина Західних Бескидів.
- Найвища точка — гора Мінчол (1 396 м).

## Річки
- Адамка[2]
- Біла Орава
- Бобровец[3]
- Будінський потік[4]
- Глдочин[5]
- Груштінка
- Длжянський Цицков[6]
- Дубовий потік[7]
- Єлшава[8]
- Задній Кривань[9]
- Зазрівка
- Леготський потік[10]
- Ломниця[11]
- Неволайка[12]
- Орава
- Орвішник[13]
- Подбельський Цицков[14]
- Разтока[15]
- Рацібор[16]
- Рачова[17]
- Скалицький потік[18]
- Ферачова[19]